# 兄に愛されすぎて困ってます
『兄に愛されすぎて困ってます』（あににあいされすぎてこまってます）は、夜神里奈による日本の少女漫画作品。小学館の雑誌『Sho-Comi』で2015年14号から2018年8号まで連載された。2017年には実写化されている。略称は「兄こま」。

## 表現手法

### ストーリー
本作は主人公せとかとその兄はるかが互いに血のつながりがないことを知っていることから物語が始まる。
作者である夜神は単行本1巻のコメント欄の中で「ハッピーエンドにするためには結末で血のつながりがないことを明かす展開にするしかなかったため、兄妹=禁断にしたくなかった」と述べており、連載終了後のナタリーとのインタビューの中でも「そのような要素をすべて冒頭に詰め込んだ分、様々な展開を描ける」と述べ、「日常の場面から始まり、緊張した雰囲気になる中で、様々な展開が巻き起こる」点から映画『ダイ・ハード』にたとえている。
また、本作はストーリー展開の速さも特徴としており、夜神は上記の理由に加え、掲載誌のSho-Comiが月2回刊行であることを理由としている。

### キャラクター造形
夜神は連載終了後のインタビューの中で、「キャラクターを多数登場させたことによりストーリーに広がりがうまれ、それを最後まで描き切れてよかった」と振り返っている。
せとかの実兄を登場させることは連載初期から考えられており、当初は高嶺にその役割を割り振ろうとしたが没となり、最終的には単行本10巻から登場した矢高北斗にその役割が割り振られた。
このキャラクターの名前は実写映画版の登場人物と同姓同名であり、同じ名前で正反対の性質を持つキャラクターを持ったら面白いという夜神の考えにより、逆輸入という形で取り入れられた。
実写映画版における北斗はコミカルな教育実習生というキャラクターとして完成していたため、原作における北斗はシリアスで儚げな人物として描かれた。
また、千夏は遊び人という設定を反映させるため、乳首の部分にははるかのそれよりも濃い色のトーンが貼られた。

## あらすじ
せとかは、不器用ながらも優しい兄はるかと幸せな日々を送っていた。ある日、せとかが海外への修学旅行に行くことが決まりパスポート申請のために戸籍謄本の準備を親に頼んだところ、せとかが養子であることが判明した。その翌日、せとかがクラスメイトの鈴木と一緒にバスに乗っていたところ、自転車に乗ったはるかがやってきて、バスに蹴りを入れた。それ以来、はるかとせとかの関係は変化していった。

## 登場人物
橘せとか
本作の主人公。兄のことをお兄と呼んでいる。
実は橘家の養子で、兄のはるかとは血が繋がっていない。
橘はるか
せとかの兄。昔から妹のせとかに思いを寄せている。
鈴木
せとかの同級生。せとかに思いを寄せている。
美丘千夏
はるかの知人。よく猫耳のような帽子をかぶっている。
芹川 高嶺
矢高 北斗
せとかの実兄。

## 書誌情報
- 夜神里奈 『兄に愛されすぎて困ってます』 小学館〈少コミフラワーコミックス〉、全11巻
  1. 2015年10月26日発売、ISBN 978-4-09-137813-2
  2. 2016年1月26日発売、ISBN 978-4-09-138241-2
  3. 2016年3月25日発売、ISBN 978-4-09-138330-3
  4. 2016年9月26日発売、ISBN 978-4-09-138509-3
  5. 2017年3月24日発売、ISBN 978-4-09-139160-5
  6. 2017年6月9日発売、ISBN 978-4-09-139369-2
  7. 2017年6月9日発売、ISBN 978-4-09-139370-8
  8. 2017年10月26日発売、ISBN 978-4-09-139747-8
  9. 2017年12月26日発売、ISBN 978-4-09-139783-6
  10. 2018年2月26日発売、ISBN 978-4-09-870045-5
  11. 2018年5月25日発売、ISBN 978-4-09-870086-8
- 4.5巻 2016年12月26日発売、ISBN 978-4-09-138819-3 - サイドストーリー集

## テレビドラマ
2017年4月13日（12日深夜）から5月11日（10日深夜）まで、日本テレビで放送された。全5回。
映画公開に先駆けて連続ドラマ版が放送された。映画と同じキャスト・スタッフによって、映画のストーリーの裏エピソードが描かれる。

### キャスト (テレビドラマ)
- 橘せとか - 土屋太鳳（幼少期：横溝菜帆[5]）
- 橘はるか - 片寄涼太（GENERATIONS from EXILE TRIBE）（幼少期：荒木飛羽[6]）
- 芹川高嶺 - 千葉雄大
- 美丘千秋 - 草川拓弥（超特急）
- 芹川国光 - 杉野遥亮
- 美丘千雪 - 大野いと
- 矢高北斗 - 井上裕介（NON STYLE）
- 鈴木くん - 神尾楓珠
- 山田先輩 - 醍醐虎汰朗
- 七瀬みゆう - 森高愛
- 桐野愛華 - 川津明日香
- カオリ - 越智ゆらの
- 橘孝太郎 - 近江谷太朗

### スタッフ (テレビドラマ)
- 監督 - 河合勇人
- 原作 - 夜神里奈
- 脚本 - 松田裕子
- 音楽 - 牧戸太郎
- 主題歌 - GENERATIONS from EXILE TRIBE「空」
- 企画・制作 - 日本テレビ放送網
- 製作 - 「兄こま」製作委員会
- 制作プロダクション - AOI Pro.

### ネット局
| 放送対象地域   | 放送局                    | 放送期間                | 放送時間 | 系列                           | 備考       |
| -------------- | ------------------------- | ----------------------- | --- | ------------------------------ | ---------- |
| 関東広域圏     | 日本テレビ（NTV）         | 2017年4月13日 - 5月11日 | 木曜 0:59 - 1:29（水曜深夜） 第1話：4月13日(木) 1:09 - 1:39（水曜深夜） | 日本テレビ系列                 | 制作局     |
| 宮城県         | ミヤギテレビ（MMT）       | 2017年4月13日 - 5月11日 | 木曜 0:59 - 1:29（水曜深夜） 第1話：4月13日(木) 1:09 - 1:39（水曜深夜） | 日本テレビ系列                 | 同時ネット |
| 近畿広域圏     | 読売テレビ（ytv）         | 2017年4月19日 - 5月17日 | 水曜 1:29 - 1:59（火曜深夜） | 日本テレビ系列                 |            |
| 静岡県         | 静岡第一テレビ（SDT）     | 2017年4月19日 - 5月17日 | 水曜 1:34 - 2:04（火曜深夜） | 日本テレビ系列                 |            |
| 中京広域圏     | 中京テレビ（CTV）         | 2017年4月21日 - 5月19日 | 金曜 1:50 - 2:20（木曜深夜） | 日本テレビ系列                 |            |
| 福岡県         | 福岡放送（FBS）           | 2017年4月23日 - 5月21日 | 日曜 1:30 - 2:00（土曜深夜） | 日本テレビ系列                 |            |
| 北海道         | 札幌テレビ（STV）         | 2017年4月24日 - 5月22日 | 月曜 2:00 - 2:30（日曜深夜） | 日本テレビ系列                 |            |
| 広島県         | 広島テレビ（HTV）         | 2017年4月27日 - 5月25日 | 木曜 1:59 - 2:29（水曜深夜） | 日本テレビ系列                 |            |
| 山梨県         | 山梨放送（YBS）           | 2017年5月21日           | 日曜 15:00 - 16:55（全5話一挙放送） | 日本テレビ系列                 |            |
| 福井県         | 福井放送（FBC）           | 2017年5月29日 - 6月13日 | 月曜 10:25 - 10:55 第3話：6月6日(火) 10:25 - 10:55 第5話：6月13日(火) 10:25 - 10:55 | 日本テレビ系列／テレビ朝日系列 |            |
| 新潟県         | テレビ新潟（TeNY）        | 2017年5月30日 - 6月27日 | 火曜 2:59 - 3:29（月曜深夜） | 日本テレビ系列                 |            |
| 岩手県         | テレビ岩手（TVI）         | 2017年6月3日            | 土曜 13:55 - 15:50（全5話一挙放送） | 日本テレビ系列                 |            |
| 青森県         | 青森放送（RAB）           | 2017年6月3日            | 土曜 15:00 - 16:55（全5話一挙放送） | 日本テレビ系列                 |            |
| 石川県         | テレビ金沢（KTK）         | 2017年6月5日 - 7月10日  | 月曜 10:25 - 10:55 第3話：6月17日(土) 15:25 - 15:55 第4話：7月3日(月) 10:25 - 10:55 第5話：7月10日(月) 10:25 - 10:55                                                                                                  | 日本テレビ系列                 |            |
| 愛媛県         | 南海放送（RNB）           | 2017年6月24日           | 土曜 0:30 - 2:30（金曜深夜、全5話一挙放送） | 日本テレビ系列                 |            |
| 富山県         | 北日本放送（KNB）         | 2017年6月25日           | 日曜 1:05 - 2:55（土曜深夜、全5話一挙放送） | 日本テレビ系列                 |            |
| 鹿児島県       | 鹿児島読売テレビ（KYT）   | 2017年6月25日           | 日曜 1:00 - 3:00（土曜深夜、全5話一挙放送） | 日本テレビ系列                 |            |
| 大分県         | テレビ大分（TOS）         | 2017年6月25日           | 日曜 1:33 - 3:28（土曜深夜、全5話一挙放送） | 日本テレビ系列／フジテレビ系列 |            |
| 長野県         | テレビ信州（TSB）         | 2017年6月27日 - 7月1日  | 第1話：6月27日(火) 1:59 - 2:29（月曜深夜） 第2話：6月28日(水) 2:44 - 3:14（火曜深夜） 第3話：6月29日(木) 2:44 - 3:14（水曜深夜） 第4話：6月30日(金) 2:14 - 2:44（木曜深夜） 第5話：7月1日(土) 3:05 - 3:35（金曜深夜） | 日本テレビ系列                 |            |
| 香川県・岡山県 | 西日本放送（RNC）         | 2017年6月28日 - 7月2日  | 第1話：6月28日(水) 2:29 - 2:59（火曜深夜） 第2話：6月29日(木) 2:59 - 3:29（水曜深夜） 第3話：6月30日(金) 3:04 - 3:34（木曜深夜） 第4話：7月1日(土) 3:04 - 3:34（金曜深夜） 第5話：7月2日(日) 3:04 - 3:34（土曜深夜）  | 日本テレビ系列                 |            |
| 熊本県         | くまもと県民テレビ（KKT） | 2017年7月2日            | 日曜 15:00 - 16:55（全5話一挙放送） | 日本テレビ系列                 |            |

### 放送日程
| 放送回     | 放送日  | サブタイトル                         | 視聴率 |
| ---------- | ------- | ------------------------------------ | ------ |
| 第1話      | 4月13日 | 兄に愛されすぎて困ってます！         |        |
| 第2話      | 4月20日 | 初デートにドキドキして困ってます！   |        |
| 第3話      | 4月27日 | 初恋の人に再会して困ってます！       |        |
| 第4話      | 5月04日 | 本当のキスに遭遇して困ってます！     |        |
| 第5話      | 5月11日 | イケメンズに愛されすぎて困ってます！ |        |
| 平均視聴率 |         |                                      |        |

### 映像ソフト
販売元はVAP
- ドラマ「兄に愛されすぎて困ってます」
  - DVD：2017年5月11日発売、VPBX-14593
  - Blu-ray：2017年5月11日発売、VPXX-71518

### VR
テレビドラマと連動したオリジナルVR作品「兄に愛されすぎて困ってます VR」がdTVにて配信された。キスやハグなどのシーンを、主人公せとかの視点で疑似体験できる。ドラマの各話からチョイスされ、VR作品はドラマの各話放送終了後に配信される。映画との連動したオリジナルVR作品の配信も行われた。
| 日本テレビ 木曜 0:59 - 1:29（水曜深夜）枠 | 日本テレビ 木曜 0:59 - 1:29（水曜深夜）枠 | 日本テレビ 木曜 0:59 - 1:29（水曜深夜）枠 |
| 前番組                                    | 番組名                                    | 次番組                                    |
| ----------------------------------------- | ----------------------------------------- | ----------------------------------------- |
| 日テレプッシュ                            | 兄に愛されすぎて困ってます                | 残酷な観客達                              |

## 映画
2017年6月30日に公開。主演は土屋太鳳。
橘はるか役の片寄涼太（GENERATIONS from EXILE TRIBE）は本作が映画初出演。

### スタッフ (映画)
- 監督 - 河合勇人
- 原作 - 夜神里奈「兄に愛されすぎて困ってます」
- 脚本 - 松田裕子
- 音楽 - 牧戸太郎
- 主題歌 - GENERATIONS from EXILE TRIBE「空」[10]
- 挿入歌 - Leola「コイセヨワタシ。」「Your melody…」
- 助監督 - 牧野将
- 監督助手 - 後藤孝太郎
- 制作担当 - 宮本亮太
- 自転車アクション - 井出川直樹、小笠原崇裕
- アクションコーディネーター - 大橋明
- ボディスタント - AAC STUNTS（佐々木俊宜、石川澪美）
- アクション - 鈴木大樹、白濱孝次、安田桃太郎、中島厚也
- カースタント - ウェルムーブ
- CG - スープ・デジタル
- スタジオ - 東宝スタジオ
- ラインプロデューサー - 田口聖
- プロデューサー - 植野浩之、森田美桜
- 制作プロデューサー - 平林勉
- 企画・制作 - 日本テレビ放送網
- 製作 - 「兄こま」製作委員会（バップ、日本テレビ放送網、HI-AX[11]、松竹、小学館、AOI Pro.、読売テレビ放送、中京テレビ放送、札幌テレビ放送、宮城テレビ放送、静岡第一テレビ、広島テレビ放送、福岡放送）
- 制作プロダクション - AOI Pro.
- 配給 - 松竹

### キャスト (映画)
- 橘せとか - 土屋太鳳（幼少期：横溝菜帆[5]）
- 橘はるか - 片寄涼太（GENERATIONS from EXILE TRIBE）（幼少期：荒木飛羽[6]）
- 芹川高嶺 - 千葉雄大
- 美丘千秋 - 草川拓弥（超特急）
- 芹川国光 - 杉野遥亮
- 美丘千雪 - 大野いと
- 矢高北斗 - 井上裕介（NON STYLE）
- 橘あずさ - YOU
- 鈴木くん - 神尾楓珠
- 山田先輩 - 醍醐虎汰朗
- 七瀬みゆう - 森高愛
- 桐野愛華 - 川津明日香
- カオリ - 越智ゆらの
- 橘孝太郎 - 近江谷太朗
- 横溝菜帆、清原翔、大倉士門、坂田梨香子、葉加瀬マイ　ほか

## ムービーコミック
2017年4月1日よりdTVにて順次配信開始。主題歌は映画・テレビドラマと同様にGENERATIONS from EXILE TRIBEの「空」。

### キャスト (ムービーコミック)
- 橘せとか - 藤田咲
- 橘はるか - 梶裕貴